# Річард Лікі
Річард Ерскін Фрір Лікі (19 грудня 1944 , Найробі  — 2 січня 2022 , Найробі )
 — кенійський палеоантрополог та політик, автор багатьох антропологічних відкриттів, син Луїса Лікі та Мері Лікі, чоловік Мів Лікі.

## Біографія
Спочатку не збирався вибирати наукову кар'єру, подібно до своїх батьків, працюючи фотографом і гідом, займаючись супроводом туристів в різні заповідники і організацією фільмування. Проте надалі все-таки зайнявся пошуками решток стародавніх людей, починаючи з 1964 року організувавши кілька експедицій. В 1972 на стоянці Кообі Фора на схід від озера Туркана група Річарда Лікі виявила череп, який він визначив як Homo habilis. 1984 року також на озері Туркана було виявлено практично повний скелет давньої людини, що зустрічається у розкопках досить рідко. Ця знахідка отримала назву «Хлопчик з Туркани». Наприкінці 1980-х обіймав посади директора Національного музею Кенії та археологічного департаменту. 1989 року покинув музей, увійшовши до уряду Кенії як директор Служби живої природи, де активно займався боротьбою з браконьєрами.

## Цитата
|  | Я тільки знаходжу закам'янілості і надаю фахівцям давати їм назви. |

### Родина Лікі
|  |  | Фріда Аверн | Фріда Аверн | Фріда Аверн | Фріда Аверн | Фріда Аверн | Фріда Аверн |  |  | Луїс Лікі | Луїс Лікі | Луїс Лікі | Луїс Лікі | Луїс Лікі  | Луїс Лікі  |            |            | Мері Нікол  | Мері Нікол  | Мері Нікол  | Мері Нікол  | Мері Нікол         | Мері Нікол         |                    |                    |                    |                    |                  |                  |                  |                  |  |  |               |               |               |               |               |               |  |  |            |            |            |            |            |            |  |  |
|  |  | Фріда Аверн | Фріда Аверн | Фріда Аверн | Фріда Аверн | Фріда Аверн | Фріда Аверн |  |  | Луїс Лікі | Луїс Лікі | Луїс Лікі | Луїс Лікі | Луїс Лікі  | Луїс Лікі  |            |            | Мері Нікол  | Мері Нікол  | Мері Нікол  | Мері Нікол  | Мері Нікол         | Мері Нікол         |                    |                    |                    |                    |                  |                  |                  |                  |  |  |               |               |               |               |               |               |  |  |            |            |            |            |            |            |  |  |
|  |  |             |             |             |             |             |             |  |  |           |           |           |           |            |            |            |            |             |             |             |             |                    |                    |                    |                    |                    |                    |                  |                  |                  |                  |  |  |               |               |               |               |               |               |  |  |            |            |            |            |            |            |  |  |
|  |  |             |             |             |             |             |             |  |  |           |           |           |           |            |            |            |            |             |             |             |             |                    |                    |                    |                    |                    |                    |                  |                  |                  |                  |  |  |               |               |               |               |               |               |  |  |            |            |            |            |            |            |  |  |
|  |  | Колін Лікі  | Колін Лікі  | Колін Лікі  | Колін Лікі  | Колін Лікі  | Колін Лікі  |  |  | Мів Еппс  | Мів Еппс  | Мів Еппс  | Мів Еппс  | Мів Еппс   | Мів Еппс   |            |            | Річард Лікі | Річард Лікі | Річард Лікі | Річард Лікі | Річард Лікі        | Річард Лікі        |                    |                    | Маргарет Кроппер   | Маргарет Кроппер   | Маргарет Кроппер | Маргарет Кроппер | Маргарет Кроппер | Маргарет Кроппер |  |  | Джонатан Лікі | Джонатан Лікі | Джонатан Лікі | Джонатан Лікі | Джонатан Лікі | Джонатан Лікі |  |  | Філіп Лікі | Філіп Лікі | Філіп Лікі | Філіп Лікі | Філіп Лікі | Філіп Лікі |  |  |
|  |  | Колін Лікі  | Колін Лікі  | Колін Лікі  | Колін Лікі  | Колін Лікі  | Колін Лікі  |  |  | Мів Еппс  | Мів Еппс  | Мів Еппс  | Мів Еппс  | Мів Еппс   | Мів Еппс   |            |            | Річард Лікі | Річард Лікі | Річард Лікі | Річард Лікі | Річард Лікі        | Річард Лікі        |                    |                    | Маргарет Кроппер   | Маргарет Кроппер   | Маргарет Кроппер | Маргарет Кроппер | Маргарет Кроппер | Маргарет Кроппер |  |  | Джонатан Лікі | Джонатан Лікі | Джонатан Лікі | Джонатан Лікі | Джонатан Лікі | Джонатан Лікі |  |  | Філіп Лікі | Філіп Лікі | Філіп Лікі | Філіп Лікі | Філіп Лікі | Філіп Лікі |  |  |
|  |  |             |             |             |             |             |             |  |  |           |           |           |           |            |            |            |            |             |             |             |             |                    |                    |                    |                    |                    |                    |                  |                  |                  |                  |  |  |               |               |               |               |               |               |  |  |            |            |            |            |            |            |  |  |
|  |  |             |             |             |             |             |             |  |  |           |           |           |           | Луїза Лікі | Луїза Лікі | Луїза Лікі | Луїза Лікі | Луїза Лікі  | Луїза Лікі  |             |             | Еммануель де Мерод | Еммануель де Мерод | Еммануель де Мерод | Еммануель де Мерод | Еммануель де Мерод | Еммануель де Мерод |                  |                  |                  |                  |  |  |               |               |               |               |               |               |  |  |            |            |            |            |            |            |  |  |
|  |  |             |             |             |             |             |             |  |  |           |           |           |           | Луїза Лікі | Луїза Лікі | Луїза Лікі | Луїза Лікі | Луїза Лікі  | Луїза Лікі  |             |             | Еммануель де Мерод | Еммануель де Мерод | Еммануель де Мерод | Еммануель де Мерод | Еммануель де Мерод | Еммануель де Мерод |                  |                  |                  |                  |  |  |               |               |               |               |               |               |  |  |            |            |            |            |            |            |  |  |

## Вибрана бібліографія
- Становлення людства (The Making of Mankind, 1981);
- Походження людини (Human Origins, 1982);
- Перегляд витоків (Origins Reconsidered, 1991).

У співавторстві з Роджером Левіним:
- Витоки (Origins, 1971)
- Люди Озера: Людство і його витоки (People of the Lake: Mankind and Its Beginnigs, 1978)